# Kaschweti-Kirche
Die Kaschweti-Kirche (georgisch ქაშვეთის ეკლესია) ist eine georgisch-orthodoxe Kirche in Tiflis, am Boulevard Rustawelis Gamsiri und im Alexandergarten gelegen. 

## Baugeschichte
Das Gebäude wurde 1904 bis 1910 an der Stelle einer älteren Kirche errichtet, die im 18. Jahrhundert von Fürst Amilachwari gestiftet worden war und durch eigenen Kanonenbeschuss, zur Zeitanzeige um die Mittagsstunde, versehentlich stark beschädigt wurde. Die vorherige Kapelle war ihrerseits ebenfalls durch unbeabsichtigten Kanonenbeschuss aus dem Alexandergarten zerbombt worden. Der damalige Leiter der Kirche Markos Tqemaladse beschloss, eine neue Kirche zu errichten. Diese Kirche wurde vom deutschen Architekten L. Bilfeldt projektiert. Er nutzte bei der Projektierung den Samtawisi-Dom als Vorbild und entwarf ein Gotteshaus mit zwei Etagen, für die gleichzeitige Abhaltung der Gottesdienste in russischer und georgischer Sprache.
Der Name Kaschweti bedeutet Steingeburt und bezieht sich auf die Legende des in Georgien hochverehrten Heiligen Dawit Garedscha. Dieser sei von einer schwangeren Frau beschuldigt worden, der Vater ihres Kindes zu sein, und habe daraufhin prophezeit, die Frau werde einen Stein gebären, was auch geschehen sei. Nach anderer Darstellung soll ihr Fundament aus den Steinen bestehen, mit denen die ersten Christen von Tiflis ihren Missionar hatten steinigen wollen.
Die reichen Reliefs der Kaschweti-Kirche schuf der georgische Architekt Neopite Agladse. Der Kirchenraum ist mit Enkaustik-Wandmalereien des georgischen Malers Lado Gudiaschwili von 1947 dekoriert. Der Schriftsteller, Generalgouverneur und Heerführer Grigol Orbeliani wurde in der Kirche beigesetzt.